# Metlatónoc
Metlatónoc (Nahuatl: Metlatonoc, Mixteeks: Itia Ta'un) is een plaats in de Mexicaanse deelstaat Guerrero. De plaats heeft 3.031 inwoners (census 2005) en is de hoofdplaats van de gemeente Metlatónoc.
Metlatónoc ligt in de Mixteca Alta, en een groot deel van de bevolking bestaat uit Mixteken en Tlapaneken. Metlatónoc is de armste plaats van Mexico, het ontwikkelingsniveau van de gemeente Metlatónoc volgens de index van de menselijke ontwikkeling is vergelijkbaar met dat van Burundi..